# Muzeum Archeologiczne i Etnograficzne w Łodzi
Muzeum Archeologiczne i Etnograficzne – największe muzeum w Łodzi, znajdujące się przy placu Wolności 14. Na koniec 2012 posiadało 260 354 pozycji katalogowych.
Z uwagi na przechodzącą od 2025 roku modernizację w muzeum można zobaczyć jedną wystawę czasową. Po zakończeniu remontu głównego budynku powrócą wystawy stałe: etnograficzna, archeologiczna i numizmatyczna. 

## Historia
Historia muzeum sięga dwudziestolecia międzywojennego, kiedy w 1918 powołano w Łodzi Muzeum Miejskie. Gromadziło ono najrozmaitsze kolekcje w szeroko rozumianym pojęciu kultury. W kolejnych latach muzeum kilkakrotnie zmieniało swoją siedzibę oraz oficjalną nazwę, aż do przełomu lat 1949/1950, kiedy to Miejskie Muzeum Prehistoryczne (działające od 14 maja 1945), kierowane przez prof. Konrada Jażdżewskiego i Miejskie Muzeum Etnograficzne (działające od 20 kwietnia 1945 roku), kierowane przez dr Janinę Krajewską, zostały upaństwowione i przybrały nazwy: Muzeum Archeologiczne i Muzeum Etnograficzne w Łodzi. Równolegle od 1948 zaczął się rozwijać Gabinet Numizmatyczny, założony w ramach Muzeum Archeologicznego przez Anatola Gupieńca.

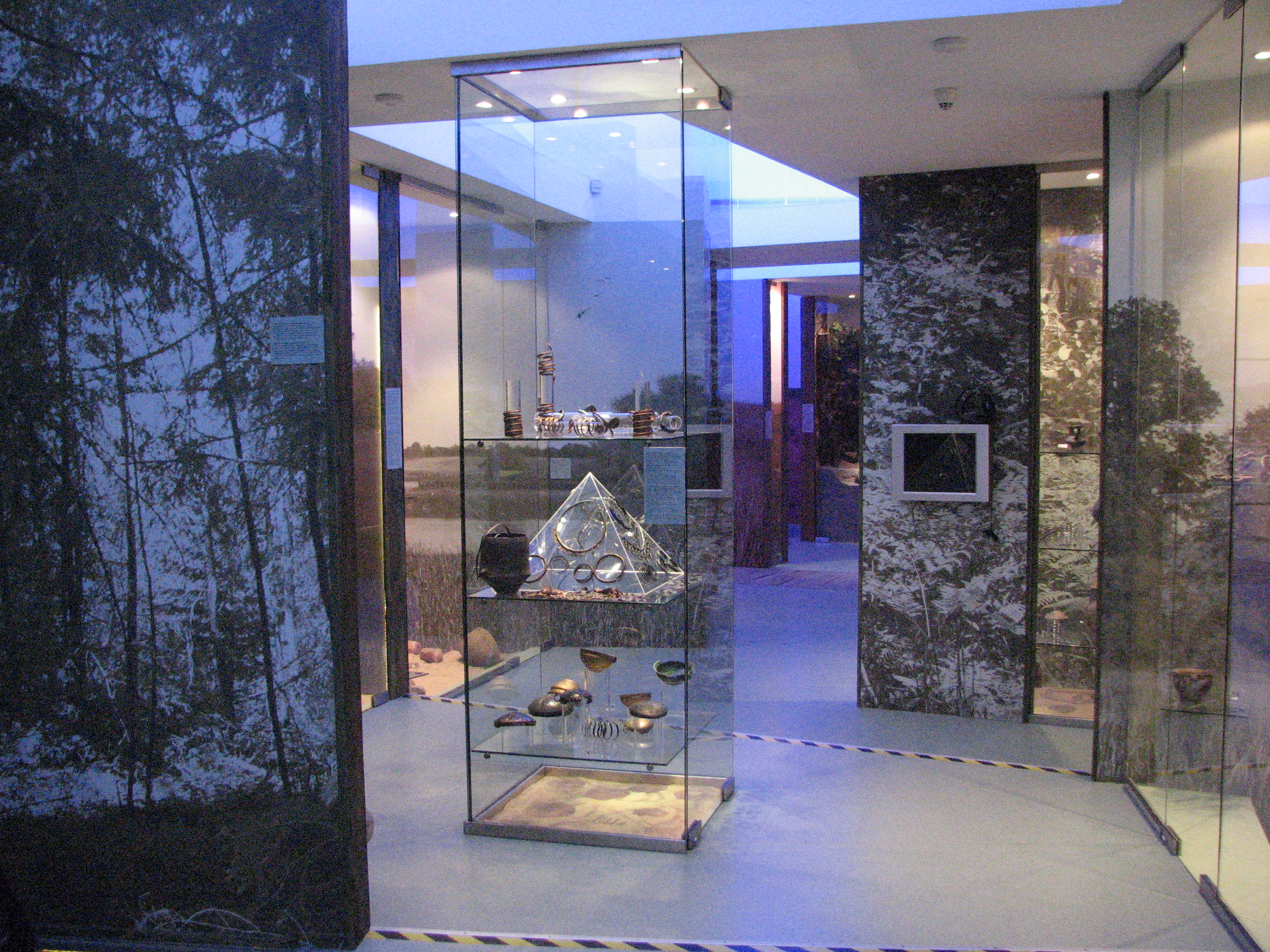
Ekspozycja w Muzeum Archeologicznym w Łodzi

1 stycznia 1956 nastąpiło połączenie wszystkich jednostek w jedno Muzeum Archeologiczne i Etnograficzne w Łodzi, którego kierownictwo powierzono prof. dr. hab. Konradowi Jażdżewskiemu, a siedziba niezmiennie od tego czasu znajduje się w Łodzi przy placu Wolności 14.
W skład Muzeum Archeologicznego i Etnograficznego w Łodzi wchodzą działy: Archeologiczny, Etnograficzny Numizmatyczny, Widowisk lalkowych, Naukowo-oświatowy, Konserwacji i badań nad zabytkami. W muzeum znajduje się również biblioteka.
Muzeum wydaje liczne publikacje książkowe oraz stałe wielodziałowe czasopismo Prace i Materiały Muzeum Archeologicznego i Etnograficznego w Łodzi (serię archeologiczną, etnograficzną i numizmatyczno-konserwatorską).

### Budynek
Po staraniach czynionych przez łódzkich fabrykantów od początku lat 40. XIX wieku o utworzenie w Łodzi szkoły powiatowej, w roku 1845 otwarta została czteroklasowa szkoła realna tzw. niemiecko-ruska w wynajętym domu Jakuba Petersa na Rynku Nowego Miasta przy lewym narożniku ulicy Legionów. Na potrzeby szkoły, w 1856, oddano do użytku jednopiętrowy gmach Szkoły Powiatowej Realnej Niemiecko-Rosyjskiej. W kilkukrotnie przebudowywanym budynku, od 1869 mieściła się Wyższa Szkoła Rzemieślnicza, a w okresie międzywojennym budynek był użytkowany przez magistrat miasta, by po II wojnie światowej przejęło go muzeum.

## Dyrektorzy
- prof. dr hab. Konrad Jażdżewski (1956-1979)
- dr hab. Andrzej Mikołajczyk (1979-1991)
- prof. dr. hab. Ryszard Grygiel (1991-2019)[2]
- dr Dominik Płaza (od 2020)